# Jenonia

Herb w opracowaniu graficznym Tadeusza Gajla

Jenonia − polski herb szlachecki z nobilitacji.

## Opis herbu
Opis na podstawie ilustracji Tadeusza Gajla, z wykorzystaniem klasycznych zasad blazonowania:
W polu srebrnym głowa jelenia naturalna. Bezpośrednio na tarczy korona, w której klejnot: trzy pióra strusie.
Dane na temat barw herbu pochodzą z jego opisów, w dokumencie nobilitacyjnym ilustracja jest wyłącznie konturowa. Do tego wizerunek herbu posiada dodatkowe elementy zewnętrzne. Z prawej strony umieszczono trzymacza w formie zbrojnego męża, zaś z lewej panoplia. Herb przytoczył Juliusz Karol Ostrowski, ale pominął trzymacza i panoplia. Podobnie bez trzymacza i panopliów herb przedstawił Tadeusz Gajl.

## Najwcześniejsze wzmianki
Nadany nobilitacją sekretną na podstawie konstytucji z 1775 roku braciom Maciejowi i Stanisławowi Szymanieckim 12 grudnia 1781. 

## Herbowni
Jedna rodzina herbownych (herb własny):
Szymaniecki.